# Maschilismo
Il maschilismo (o sciovinismo maschile) è un atteggiamento o forma mentis, basato sulla presunta ed erronea convinzione della superiorità del sesso maschile nei confronti del sesso femminile.

## Storia
Tale termine divenne di uso comune negli anni sessanta per indicare un atteggiamento socio-culturale basato sull'idea di una supremazia maschile e sulla continuità del sistema patriarcale. Il neologismo si ottenne dalle parole maschio o maschile e dal termine femminismo, intendendo erroneamente una sorta di contrapposizione al femminismo. Il maschilismo non va confuso con il mascolinismo o con il machismo. Per alcuni autori è una forma di sciovinismo.

## Sociologia umana

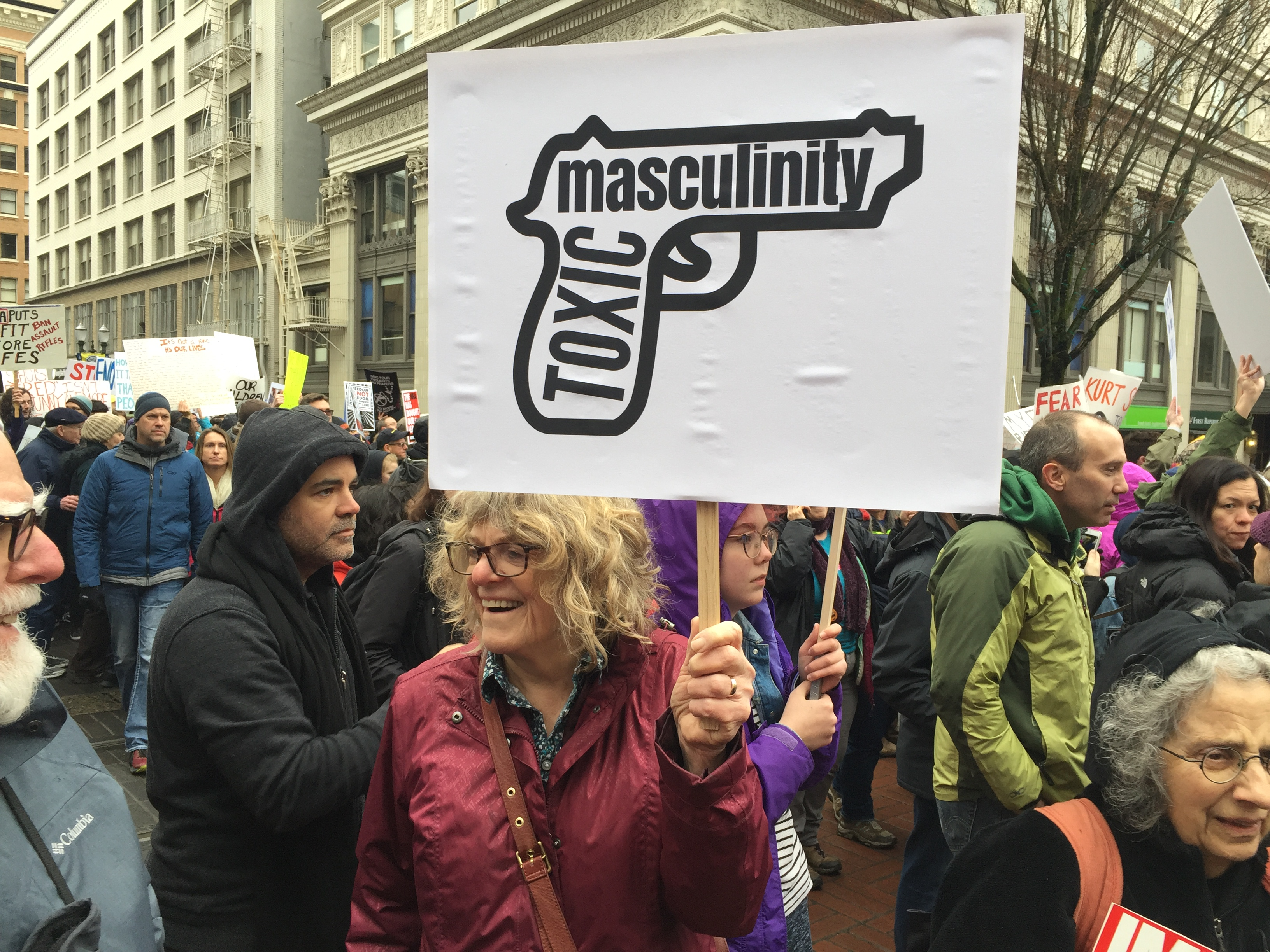
Una protesta contro la mascolinità tossica e la conseguente violenza armata durante la March for Our Lives, Oregon

Secondo alcuni sociologi il maschilismo nella famiglia cosiddetta tradizionale è stata la soluzione prevalente. La parità di diritti tende a diffondersi trovando resistenze in differenti culture le quali hanno capacità di condizionare il diritto di comunità politiche influenti. Nella società moderna si può configurare col tentativo di non avere meno diritti delle donne davanti alla legge e soprattutto da subire situazioni penalizzanti anche con una legislazione paritaria sulla carta ma penalizzante nella sostanza (in fase di assunzione una giovane donna ha più chance reali di un uomo di mezza età se il selezionatore è uomo, etc).

## Il maschilismo nel mondo
In diverse parti del mondo sono presenti matrimoni forzati imposti dalle famiglie a danno delle donne, mutilazioni genitali femminili e la negazione o la limitazione dei diritti delle donne.

### Afghanistan
I diritti delle donne in Afghanistan erano cambiati in maniera significativa dopo il 2001, con la caduta del regime talebano, il quale aveva imposto terribili limitazioni ai loro danni. Dopo il ritorno dei talebani nel 2021 tuttavia i diritti delle donne sono nuovamente poco riconosciuti..

### America Latina
Per gli uomini in molti paesi dell'America Latina, il loro livello percepito di mascolinità determina la quantità di rispetto che ricevono nella società.
Poiché gli uomini omosessuali sono associati agli attributi femminili, sono percepiti con un livello inferiore di mascolinità e, di conseguenza, ricevono meno rispetto degli uomini eterosessuali nella società. Questo, a sua volta, può limitare la loro "capacità di raggiungere una mobilità sociale ascendente, di essere presi sul serio, o di ricoprire posizioni di potere". Inoltre, poiché l'omosessualità è vista come tabù o addirittura peccaminosa in molte confessioni cristiane, gli uomini omosessuali tendono a mancare di un sistema di supporto e di sostegno.
Il maschilismo si è profondamente radicato nella società cubana e ha creato ostacoli alle donne nel raggiungimento della piena uguaglianza con gli uomini. La ragione di ciò è il patriarcato che imperversa nella società. La società patriarcale di Cuba deriva dal fatto che la Spagna ha avuto una storia di utilizzo di brutali tattiche di guerra e di umiliazione come mezzo per mantenere e stabilire il proprio potere. Tomas de Torquemada, che regnò come grande inquisitore sotto il re Ferdinando e la regina Elisabetta di Francia, usò forme di tortura degradanti e umilianti per ottenere informazioni dai prigionieri. Uomini come Torquemada crearono l'effetto domino nel corso della storia della mascolinità repressiva e tossica che ha afflitto la società cubana.

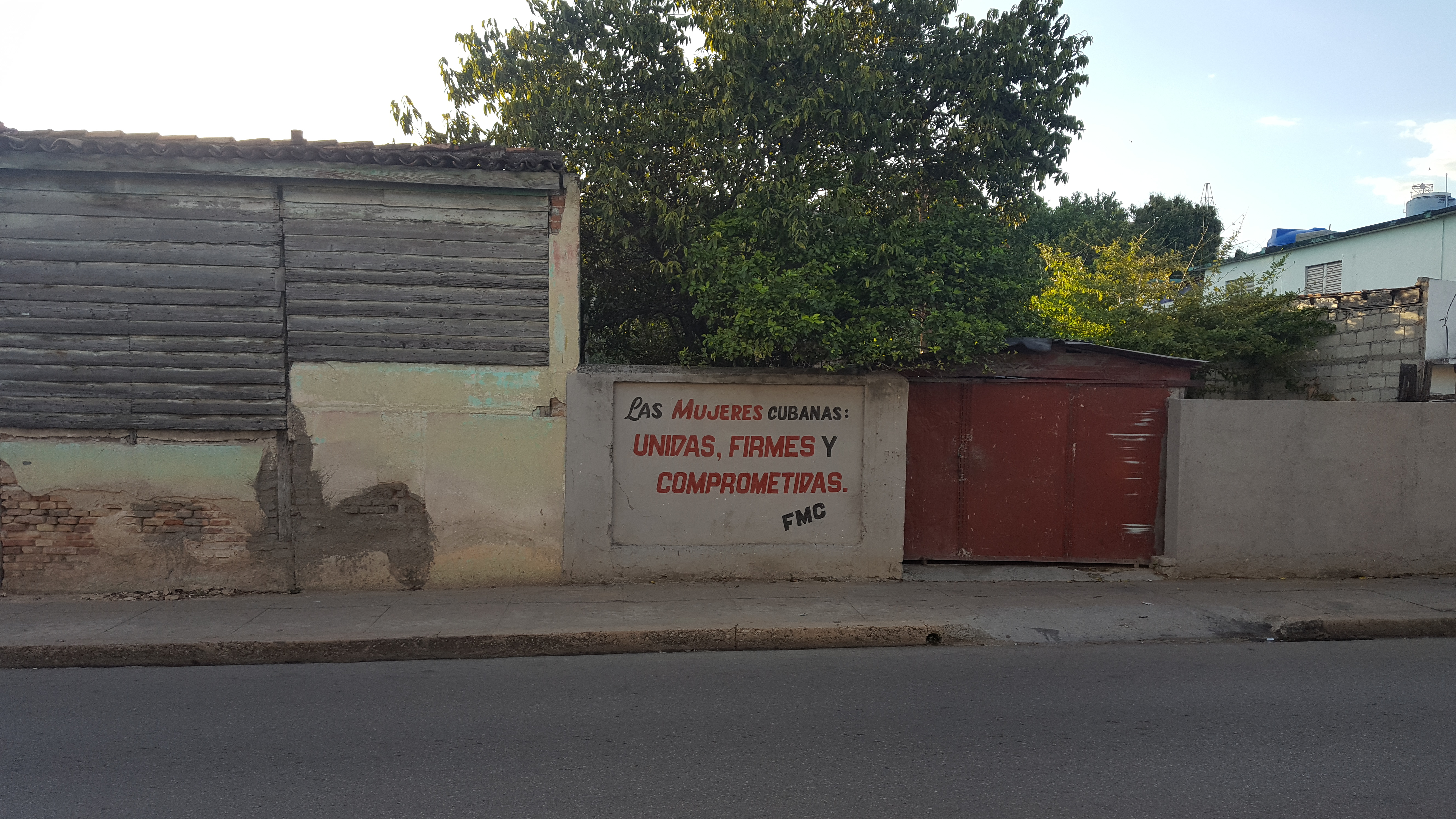
Murales promozionale di FMC a Cienfuegos. Si legge: "Donne cubane: unite, ferme e impegnate".

L'idea dell'ego maschile, dove il maschio è simboleggiato come "iper-maschile, virile, forte, paternalistico, sessualmente dominante e finanziatore" è rafforzato dagli insegnamenti della Chiesa cattolica, la principale religione praticata in Cuba e l'America Latina in generale. Secondo gli insegnamenti della Chiesa cattolica, la femmina dovrebbe essere vergine ma è meno importante che lo sia il maschio.
La Rivoluzione Cubana cambiò alcuni dei modi in cui la gente di Cuba vedeva le donne. Fidel Castro, con le sue stesse parole, vide che le donne stavano attraversando "una rivoluzione nella rivoluzione e istituì la Federazione delle donne cubane (FMC)". Questa organizzazione, guidata da Vilma Espin, cognata di Castro, ha aiutato le donne a inserirsi meglio nel mondo del lavoro e nelle questioni relative ai diritti delle donne.
Nel 1975 una nuova legge cubana venne approvata: il Codigo de la Familia (Diritto di famiglia),15 anni dopo la Rivoluzione cubana. Essa ha aiutato molte donne a trovare lavoro sull'isola e ha fornito ai bambini protezione ai sensi di legge in modo che l'accattonaggio e la mancanza di fissa dimora tra i bambini fossero praticamente sradicati. La legge stabiliva anche che era richiesto per entrambi i sessi di partecipare alle faccende domestiche.
Hasta Cierto Punto diretto da Tomás Gutiérrez Alea è un film del 1983 sugli effetti del maschilismo nella società cubana.
La FMC ha continuamente sostenuto i diritti delle donne e nel 1997 ha creato il Grupo Nacional para la Prevencion y Atencion de la Violencia Familiar, un gruppo nazionale il cui scopo è studiare e trovare misure su come ottenere aiuto per le donne che ne sono vittime alla violenza domestica.
Solo nel 2006 è stata emanata in Brasile la Legge Maria da Penha, che ha riconosciuto la gravità della violenza domestica e sanziona le aggressioni contro le donne in ambiente domestico e familiare, anche se dopo tale legge gli abusi sulle donne dovuti al maschilismo sono comunque rimasti alti.

### Arabia Saudita
I diritti delle donne in Arabia Saudita sono molto limitati rispetto a quelli degli altri paesi vicini, anche se migliorati leggermente rispetto a prima. Nel Global Gender Gap Report 2016 del World Economic Forum l'Arabia Saudita si è classificata 141ª su 144 paesi rispetto alla parità di genere, un peggioramento rispetto al 134º posto su 145 che aveva conseguito nel 2015, anno della concessione di votare alle donne (ottenuto molti anni dopo rispetto agli altri paesi). Nel 2018 occupa la 141ª posizione su 153 paesi analizzati. Delitti d'onore e molestie sono all'ordine del giorno. Nell'aprile 2021 la 19enne Hadeel Al-Harithi è stata data alle fiamme e uccisa da suo marito e suo fratello solo per aver avuto un account Tiktok attivo.

### Cina

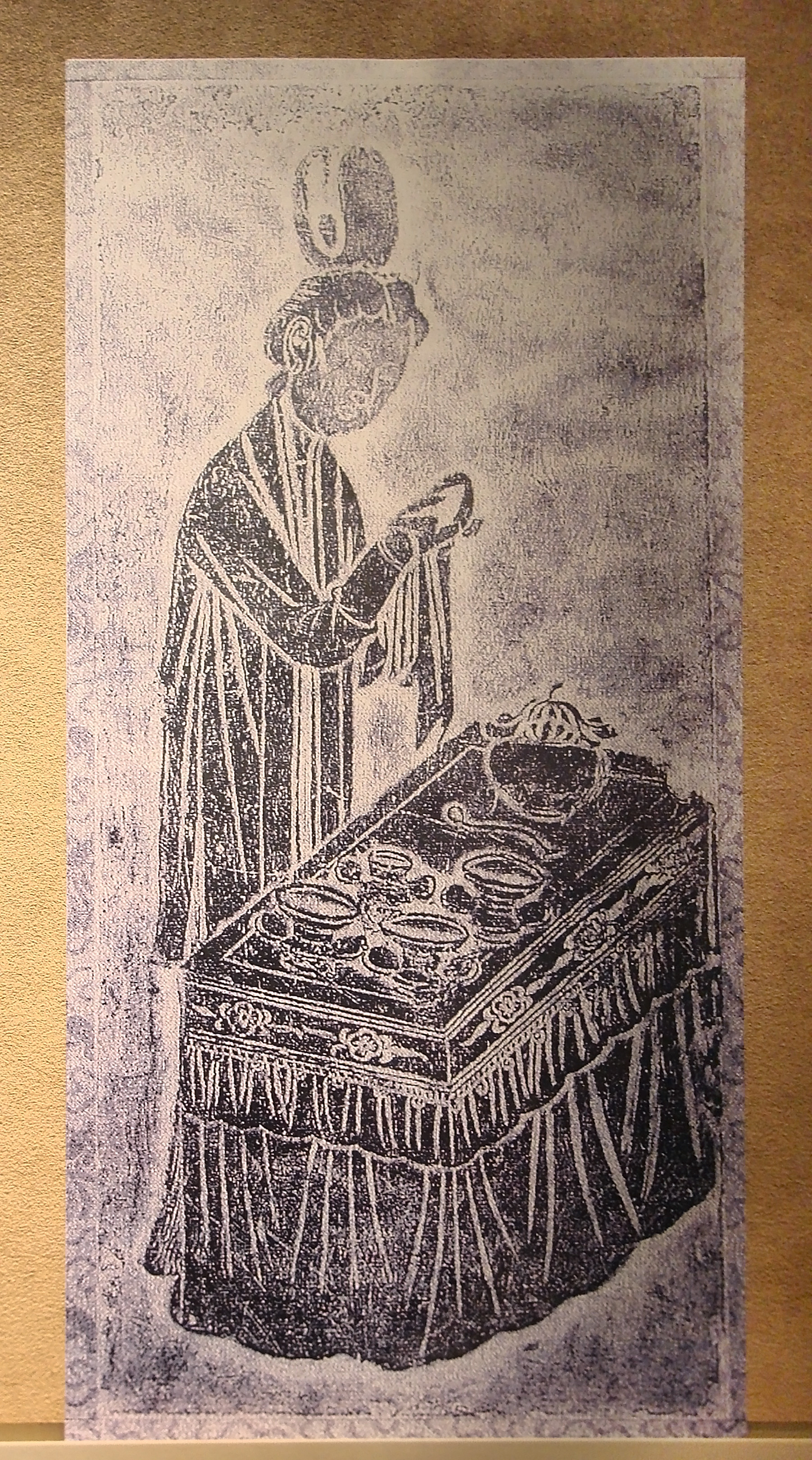
Mattone raffigurante una donna dell'antichità che pulisce e asciuga i vasi

Le donne nella Cina Imperiale non godevano dello status, né sociale né politico, concesso agli uomini. Le donne erano subordinate prima ai loro padri poi ai loro mariti. La donna sposata si chiamava Fôu, cioè "sottomissione". La fasciatura dei piedi rappresentava la castità femminile: una moglie casta doveva rimanere relegata in casa e non doveva farsi vedere nei campi e per la strada (il primo passo verso l’abolizione della fasciatura dei piedi fu un decreto imperiale del 1902). I personaggi femminili della letteratura tradizionale a volte affermavano di essere stati un uomo in una vita precedente ma di essere riapparsi come una donna come punizione per azioni passate. Un'altra introduzione comune a un personaggio femminile in tali storie era la frase "purtroppo è nata donna". I matrimoni nell'antica Cina erano solitamente organizzati da entrambi i gruppi di genitori. Nella legge cinese un uomo poteva divorziare dalla moglie ma non viceversa e le vedove non ereditavano la proprietà del marito morto. Ai mariti era permesso portare le concubine a vivere permanentemente nella casa di famiglia. Ci sono stati tuttavia casi di donne cinesi che hanno sfidato le convenzioni per diventare poetesse, artiste, calligrafe, storiche e persino imperatrici e sovrane.
Nel 2021 la Cina ha proposto di insegnare la mascolinità ai ragazzi poiché lo Stato è allarmato dal cambiamento dei ruoli di genere. I ragazzi in Cina secondo la tradizione dovrebbero essere leader forti, ottenere buoni voti ed eccellere negli sport. Le ragazze invece sono tradizionalmente viste come meno intellettuali e meno competitive. Le norme di genere sono radicate nella filosofia tradizionale, in cui due elementi governano il mondo: le donne sono associate all'elemento più morbido e passivo dello "yin"; gli uomini sono rappresentati dall'elemento più duro e attivo dello "yang". Sempre nel 2021 il governo cinese ha vietato i programmi televisivi con personaggi ritenuti "Immorali ed effeminati".

### Europa

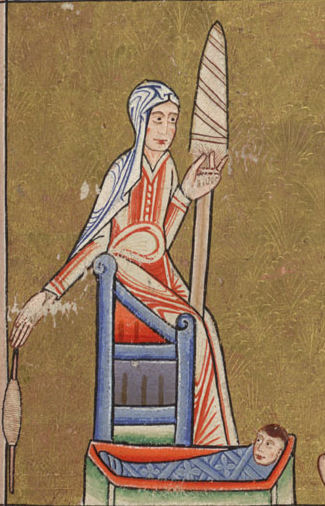
La filatura a mano era una forma tradizionale di lavoro femminile (illustrazione del 1170).

Nell'Antica Roma il ruolo della donna era occuparsi prevalentemente delle mansioni domestiche e della formazione dei figli. Ai banchetti non le era concesso di stare sdraiata e di bere vino. La donna viveva in condizione di inferiorità rispetto all’uomo e spesso il marito veniva scelto dalla sua famiglia. In caso di adulterio da parte della donna, il marito poteva decidere della sua vita o le punizioni in caso di violazione di qualche regola (ad esempio infrangere la proibizione di bere vino), mentre il marito era autorizzato tradirla. Era assai diversa invece la vita delle donne appartenenti a famiglie benestanti.
Nel Medioevo le donne dovevano ubbidire ed essere sorvegliate dagli uomini. Le bambine erano spesso promesse spose dai genitori al figlio di un'altra famiglia, senza che essa potesse scegliere il proprio marito una volta diventata adulta. La nascita di una bambina era spesso vista come una cosa negativa e i suoi compiti si limitavano alle mansioni casalinghe, al lavoro artigiano o agricolo e alla procreazione una volta adulta. L'educazione femminile era molto rara ed esse vivevano quasi sempre chiuse in casa con pochissimo tempo libero a disposizione, a parte quando accompagnavano la madre in chiesa. La vita pubblica delle donne medievali era molto limitata; ad esse era vietato infatti esprimersi in pubblico e dovevano farsi rappresentare da un uomo nei processi. Solo in particolari casi avevano ruoli importanti nella società, ad esempio nel caso appartenessero a famiglie nobili.
Durante il fascismo, il maschilismo a danno delle donne era spesso praticato. Infatti il modello di mascolinità sotto l'Italia fascista era una versione idealizzata della mascolinità prescritta da Benito Mussolini durante il suo regno come dittatore fascista d'Italia dal 1925 al 1943.
Le donne nella Germania nazista sono state oggetto dell'indottrinamento da parte del Partito Nazionalsocialista Tedesco dei Lavoratori (NSDAP), il quale promosse l'esclusione delle donne dalla vita politica della Germania. Le basi ideologiche del nazismo elevarono il ruolo degli uomini tedeschi sottolineandone le loro abilità di combattimento e la fratellanza tra i connazionali di sesso maschile. Le donne vissero all'interno di un regime caratterizzato da una politica di confinamento ai ruoli di madre e di sposa e dall'esclusione da tutte le posizioni di responsabilità.
In Italia, l'Istat ha pubblicato nel 2019 una statistica sui pregiudizi di genere in occasione della Giornata internazionale contro la violenza sulle donne. I risultati sono stati che l'uomo più della donna considera importante l'avere successo sul lavoro (32,5%), gli uomini sono considerati meno adatti ad occuparsi delle faccende domestiche (31,5%) e l'uomo è considerato più adatto a dover provvedere alle necessità economiche della famiglia (27,9%).
Il film La scuola cattolica parla del maschilismo negli anni 70 a proposito del massacro del Circeo.
La presidente della Commissione europea Ursula von der Leyen ha denunciato davanti al Parlamento europeo il trattamento machista e maschilista ricevuto in visita ufficiale in Turchia. Il 6 aprile 2021 infatti ad Ankara in occasione di un incontro ufficiale tra lei, il presidente turco Recep Tayyip Erdoğan e Charles Michel, presidente del Consiglio europeo, per von der Leyen non fu disposta una sedia, e fu costretta, dopo un momento di imbarazzo nel vedere i due uomini occupare velocemente le uniche due sedie che c'erano, ad accomodarsi su un divano nell'indifferenza anche del suo collega europeo.
Vox è un partito politico spagnolo che ha più volte abbracciato il maschilismo e negato la violenza di genere contro le donne.

### Russia

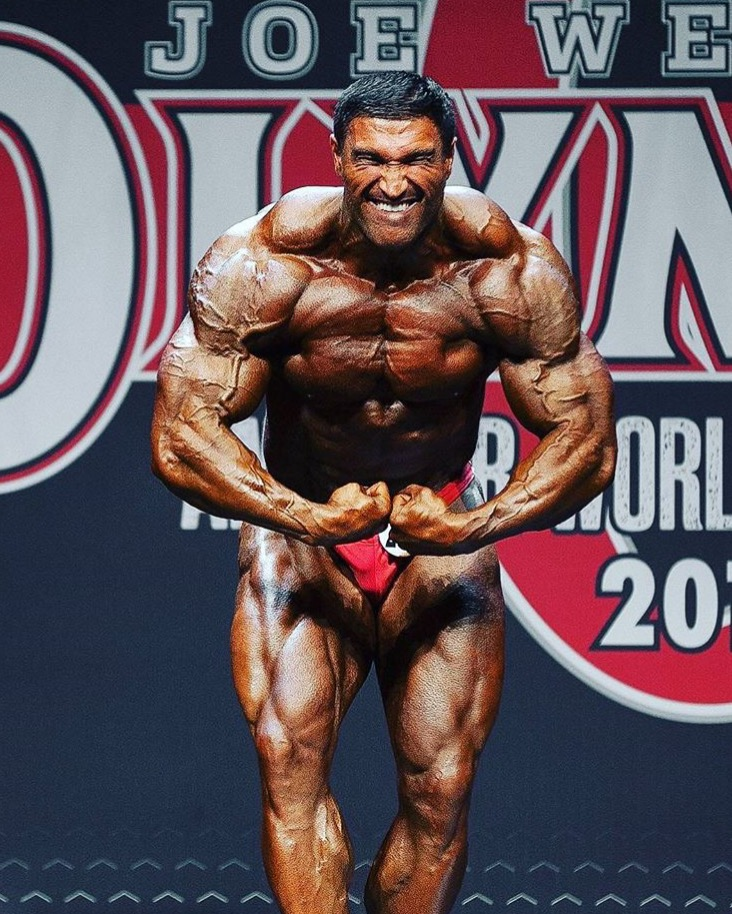
Il bodybuilder russo Ramesses Tlyakodugov.

Il maschilismo si considera spesso come una parte importante della cultura russa insieme al machismo. L'atteggiamento macho è ampiamente accettato dalla società russa e persino considerato desiderabile. Gli uomini russi spesso si impegnano in attività tipicamente maschili come lo sport e il bodybuilding è elevato allo stato di aspirazione nazionale tra molti uomini.

### Stati Uniti
Un sondaggio del Pew Research Center del 2017 ha rilevato che circa la metà degli americani (53%) afferma di osservare con ammirazione gli uomini virili o mascolini, tra cui le donne più propense rispetto agli uomini (62% contro il 43%) e i democratici più propensi dei repubblicani (58% contro 47%) a sostenere questa opinione. Circa i due terzi degli uomini sostenitori di atteggiamenti mascolini (68%) afferma inoltre che ciò è un comportamento positivo; una maggioranza più ristretta di donne (56%) dice lo stesso. Le opinioni differiscono più ampiamente nelle fazioni politiche: tra i repubblicani che affermano la società apprezzi la mascolinità, il 78% considerano ciò come una buona cosa, rispetto al 49% delle loro controparti democratiche.
Nella cultura di massa è stato spesso criticato il maschilismo, ad esempio nei film con Sylvester Stallone, in alcuni cartoni animati, e nella pubblicità.

## Conseguenze

### Ciclo generazionale
Alcune persone identificano che il maschilismo si perpetua attraverso la pressione per crescere i bambini in un certo modo e instillare costruzioni sociali di genere durante lo sviluppo di un bambino. Ciò è completato dalla lontana relazione padre-figlio in cui l'intimità e l'affetto sono tipicamente evitati. Questi aspetti creano l'ambiente attraverso il quale l'ideologia si perpetua. Crea un senso di inferiorità che spinge i ragazzi a raggiungere un livello irraggiungibile di mascolinità, una ricerca spesso convalidata dal comportamento aggressivo e apatico che osservano negli uomini che li circondano.

### Salute mentale
Ci sono prove che supportano la relazione tra il modo in cui gli uomini sono tradizionalmente socializzati per essere mascolini e le sue conseguenze dannose sulla salute mentale e fisica. Rispettivamente, maschilismo, è un termine socioculturale associato alla socializzazione maschile e femminile in alcune culture; è un insieme di valori, atteggiamenti e credenze sulla mascolinità. Diversi elementi del maschilismo sono considerati psicologicamente dannosi per gli uomini. Alcuni studiosi sostengono anche che gli uomini potrebbero essere danneggiati mentalmente dalla competizione, come quella sperimentata da molti, poiché il loro impulso a elevarsi al di sopra dei loro coetanei e soddisfare il concetto di capofamiglia in molte società può causare stress, gelosia e tensione psicologica.

### Violenza
"Il maschilismo come fattore culturale è sostanzialmente associato a criminalità, violenza e illegalità indipendentemente dalle variabili di controllo strutturali".

Adler Leonore Loeb, Violenza e prevenzione della violenza (1995)
Un aspetto chiave dell'associazione del maschilismo alla violenza è la sua influenza nel comportamento di un uomo per dimostrare la sua forza. Mentre la forza e la forza d'animo sono riconosciute come componenti chiave dello stereotipo del maschilismo, le dimostrazioni di violenza e azioni aggressive sono diventate quasi attese dagli uomini e sono state giustificate come prodotti desiderabili dell'essere duri e macho. Si può intendere che "se sei violento, sei forte e quindi più uomo di quelli che si tirano indietro o non combattono".
Gli incontri violenti possono derivare dal desiderio di proteggere la famiglia, gli amici e in particolare i parenti di sesso femminile che sono più vulnerabili alle azioni maschiliste di altri uomini. Tuttavia, attraverso la gelosia, la competitività e l'orgoglio, spesso vengono perseguiti anche incontri violenti per dimostrare la sua forza agli altri. Le insicurezze di un uomo possono essere alimentate da una serie di pressioni. Questi vanno dalle pressioni della società per "essere un uomo" alle pressioni interne per superare un complesso di inferiorità. Ciò può tradursi in azioni che svalutano le caratteristiche femminili e enfatizzano eccessivamente le caratteristiche di forza e superiorità attribuite alla mascolinità.
In molti casi, la posizione di superiorità di un uomo su una partner femminile può portarlo a ottenere il controllo su diversi aspetti della sua vita.  Poiché le donne sono viste come sottomesse agli uomini in molte culture, gli uomini spesso hanno il potere di decidere se sua moglie può lavorare, studiare, socializzare, partecipare alla comunità o persino uscire di casa. Con poche opportunità per ottenere un reddito, mezzi minimi per ottenere un'istruzione e le poche persone che hanno come sistema di supporto, molte donne diventano dipendenti dai loro mariti finanziariamente ed emotivamente. Questo lascia molte donne particolarmente vulnerabili alla violenza domestica sia perché è giustificato dalla convinzione che gli uomini sono superiori e quindi liberi di esprimere tale superiorità, sia perché le donne non possono lasciare una relazione violenta poiché dipendono dai loro mariti per vivere.

### Ruoli di genere

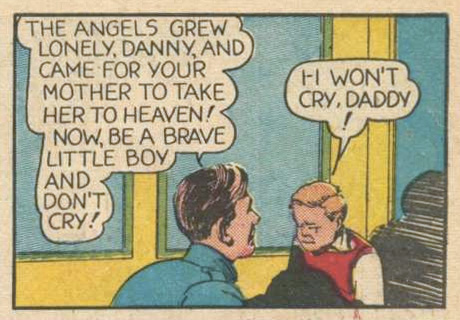
Pannello di fumetti che mostra un giovane ragazzo (Dan Garret, alias Blue Beetle) a cui viene detto di non piangere dopo la morte di sua madre. Dan, tuttavia, sembra già piangere. Secondo la teoria dell'apprendimento sociale infatti, insegnare ai ragazzi a sopprimere le emozioni vulnerabili, come nel detto "i ragazzi grandi non piangono", è una parte significativa della socializzazione di genere nella società occidentale.

Alcuni esperti ipotizzano, poiché mancano ricerche empiriche sui conflitti di genere-ruolo, che gli uomini possano soffrire di tali conflitti a causa della loro paura della femminilità.
Professionisti di diverse università degli Stati Uniti hanno sviluppato un modello attorno a questa ipotesi con sei modelli comportamentali:
1. Emotività restrittiva: trattenersi dall'esprimere sentimenti o non permettere agli altri di esprimere i propri sentimenti.
2. Omofobia: la paura degli omosessuali o la paura di essere omosessuali, non limitata a tutti gli stereotipi ad essa associati.
3. Controllo, potere e competizione: il desiderio di essere responsabile della situazione, comandare gli altri ed eccellere sugli altri.
4. Comportamento sessuale affettivo-restrittivo: mostrare poco o nessun affetto o sessualità agli altri.
5. Ossessione per il successo: avere un complesso continuo che la realizzazione e il lavoro costituiscono il proprio valore.
6. Problemi di salute: dieta malsana, livelli di stress alto e stile di vita non salutare.

### Infezioni sessualmente trasmissibili
L'infedeltà maschile è una pratica comune in molte culture, poiché gli uomini non dovrebbero mantenere quasi lo stesso livello di castità delle donne. Contemporaneamente, le ragazze sono spesso educate a tollerare un partner infedele, poiché fa parte della cultura maschilista. In quanto tale, ciò mette le popolazioni a rischio di trasmettere malattie sessualmente trasmissibili poiché gli uomini cercano più partner sessuali con poche interferenze da parte delle loro mogli o della società. Il rischio è ulteriormente accresciuto dalla mancanza di uso del preservativo da parte di uomini che sono sia male istruiti sull'efficacia della protezione di un preservativo contro le malattie sessualmente trasmissibili sia dalla quantità di rischio. Questa mentalità scoraggia anche gli uomini dal sottoporsi a test per sapere se sono positivi all'HIV, il che li porta anche a diffondere le malattie sessualmente trasmissibili senza nemmeno saperlo.